# Gouvernement García-Page III
Castille-La Manche
García-Page II 
Le gouvernement García-Page III (en espagnol : Tercer Gobierno García-Page) est le gouvernement de la communauté autonome espagnole de Castille-La Manche, depuis le 11 juillet 2023, sous la XIe législature des Cortes.
Il est dirigé par le président socialiste sortant, Emiliano García-Page, dont le PSOE a remporté la majorité absolue aux élections autonomiques. Il succède au deuxième gouvernement García-Page, constitué dans les mêmes conditions.

## Historique
Ce gouvernement est dirigé par le président socialiste sortant, Emiliano García-Page. Il est constitué et soutenu par le Parti socialiste (PSOE). Seul, il dispose de 17 députés sur 33, soit 51,5 % des sièges des Cortes de Castille-La Manche.
Il est formé à la suite des élections autonomiques du 28 mai 2023.
Il succède donc au gouvernement García-Page II, constitué du seul Parti socialiste ouvrier espagnol (PSOE).

### Formation
Lors des élections autonomiques, le Parti socialiste remporte la majorité absolue des sièges aux Cortes de Castille-La Manche, après avoir recueilli environ 45 % des suffrages exprimés et près de 490 000 voix.
Le 29 juin 2023, le président des Cortes, Pablo Bellido, annonce qu'il propose la candidature d'Emiliano García-Page à la présidence de la communauté autonome et convoque le débat d'investiture pour les 5 et 6 juillet suivants. Ayant prononcé son discours de politique générale le 5 juillet, il obtient le lendemain la confiance des Cortes par 17 voix pour et 16 voix contre : le Parti socialiste vote en sa faveur, mais le Parti populaire et Vox s'y opposent.
La composition du nouvel exécutif est dévoilée le 9 juillet,.

## Composition
| Poste                                                                                   | Titulaire | Titulaire                      | Parti |
| --------------------------------------------------------------------------------------- | --------- | ------------------------------ | ----- |
| Président                                                                               |           | Emiliano García-Page Sánchez   | PSOE  |
| Premier vice-président Secrétaire du conseil de gouvernement                            |           | José Luis Martínez Guijarro    | PSOE  |
| Second vice-président                                                                   |           | José Manuel Caballero Serrano  | PSOE  |
| Conseillère à l'Économie, aux Entreprises et à l'Emploi                                 |           | Patricia Franco Jiménez        | PSOE  |
| Conseiller aux Finances, aux Administrations publiques et à la Transformation numérique |           | Juan Alfonso Ruiz Molina       | PSOE  |
| Conseillère à l'Égalité                                                                 |           | Sara Simón Alcorlo             | PSOE  |
| Conseillère porte-parole                                                                |           | Esther Padilla Ruiz            | PSOE  |
| Conseiller à la Santé                                                                   |           | Jesús Fernández Sanz           | PSOE  |
| Conseiller à l'Agriculture, à l'Élevage et au Développement rural                       |           | Julián Martínez Lizán          | PSOE  |
| Conseiller à l'Éducation, à la Culture et aux Sports                                    |           | Amador Pastor Noheda           | PSOE  |
| Conseiller à l'Équipement                                                               |           | Ignacio Hernando Serrano       | PSOE  |
| Conseillère au Bien-être social                                                         |           | Bárbara García Torijano        | PSOE  |
| Conseillère au Développement durable                                                    |           | María Mercedes Gómez Rodríguez | PSOE  |